# Pena (Castroverde)
Pena (llamada oficialmente Santa María Madanela de Pena) es una parroquia y una aldea española del municipio de Castroverde, en la provincia de Lugo, Galicia.

## Organización territorial
La parroquia está formada por tres entidades de población:
- Carballedo
- Pena
- Pozos

## Demografía

### Parroquia
| Gráfica de evolución demográfica de Pena (parroquia) entre 2000 y 2021 |
|                                                                        |
| Datos según el nomenclátor publicado por el INE.                       |

### Aldea
| Gráfica de evolución demográfica de Pena (aldea) entre 2000 y 2021 |
|                                                                    |
| Datos según el nomenclátor publicado por el INE.                   |